# Dyffryn Arth
Dyffryn Arth är en community i Storbritannien.   Den ligger i kommunen Ceredigion och riksdelen Wales, i den södra delen av landet, 290 km väster om huvudstaden London.
De största byarna är Aberarth, Pennant och Moelfryn.